# Zwierzęta objęte ścisłą ochroną gatunkową w Polsce (2014–2017)
Zwierzęta objęte ścisłą ochroną gatunkową w Polsce (2014–2017) – lista taksonów zwierząt, które zostały objęte ścisłą ochroną gatunkową zgodnie z Rozporządzeniem Ministra Środowiska z dnia 6 października 2014 r. w sprawie ochrony gatunkowej zwierząt. Lista ta zastąpiła wcześniejszą listę i obowiązywała od 8 października 2014 roku.
Rozporządzenie ministra środowiska z 6 października 2014 roku objęło ścisłą ochroną gatunkową następujące zwierzęta:

## Ssaki (Mammalia)
- kozica (Rupicapra rupicapra)
- żubr (Bison bonasus)
- wilk (Canis lupus)
- żbik (Felis silvestris)
- ryś (Lynx lynx)
- tchórz stepowy (Mustela eversmanii)
- norka europejska (Mustela lutreola)
- niedźwiedź brunatny (Ursus arctos)
- foka szara (Halichoerus grypus)
- foka obrączkowana (Phoca hispida)
- foka pospolita (Phoca vitulina)
- walenie (Cetacea) – wszystkie gatunki
- podkowiec duży (Rhinolophus ferrumequinum)
- podkowiec mały (Rhinolophus hipposideros)
- mopek zachodni (Barbastella barbastellus)
- mroczek pozłocisty (Eptesicus nilssonii)
- mroczek późny (Eptesicus serotinus)
- nocek Alkatoe (Myotis alcathoe)
- nocek Bechsteina (Myotis bechsteinii)
- nocek Brandta (Myotis brandtii)
- nocek łydkowłosy (Myotis dasycneme)
- nocek rudy (Myotis daubentonii)
- nocek orzęsiony (Myotis emarginatus)
- nocek duży (Myotis myotis)
- nocek wąsatek (Myotis mystacinus)
- nocek Natterera (Myotis nattereri)
- nocek ostrouszny (Myotis oxygnathus)
- borowiec olbrzymi (Nyctalus lasiopterus)
- borowiaczek (Nyctalus leisleri)
- borowiec wielki (Nyctalus noctula)
- karlik średni (Pipistrellus kuhlii)
- karlik większy (Pipistrellus nathusii)
- karlik malutki (Pipistrellus pipistrellus)
- karlik drobny (Pipistrellus pygmaeus)
- gacek brunatny (Plecotus auritus)
- gacek szary (Plecotus austriacus)
- mroczak posrebrzany (Vespertilio murinus)
- bielak (Lepus timidus)
- nornik śnieżny (Chionomys nivalis)
- darniówka tatrzańska (Pitymys tatricus)
- chomik europejski (Cricetus cricetus)
- smużka leśna (Sicista betulina)
- smużka stepowa (Sicista subtilis)
- koszatka (Dryomys nitedula)
- żołędnica (Eliomys quercinus)
- orzesznica (Muscardinus avellanarius)
- świstak tatrzański (Marmota marmota latirostris)
- suseł moręgowany (Spermophilus citellus)
- suseł perełkowany (Spermophilus suslicus)

## Ptaki (Aves)
- rożeniec (Anas acuta)
- cyraneczka karolińska (Anas carolinensis)
- płaskonos (Anas clypeata)
- cyranka modroskrzydła (Anas discors)
- świstun (Anas penelope)
- cyranka (Anas querquedula)
- krakwa (Anas strepera)
- gęś krótkodzioba (Anser brachyrhynchus)
- gęś mała (Anser erythropus)
- śnieżyca mała (Anser rossii)
- ogorzałka mała (Aythya affinis)
- czerniczka (Aythya collaris)
- ogorzałka (Aythya marila)
- podgorzałka (Aythya nyroca)
- bernikla obrożna (Branta bernicla)
- bernikla białolica (Branta leucopsis)
- bernikla rdzawoszyja (Branta ruficollis)
- gągoł (Bucephala clangula)
- lodówka (Clangula hyemalis)
- łabędź czarnodzioby (Cygnus columbianus)
- łabędź krzykliwy (Cygnus cygnus)
- łabędź niemy (Cygnus olor)
- kamieniuszka (Histrionicus histrionicus)
- markaczka amerykańska (Melanitta americana)
- uhla garbonosa (Melanitta deglandi)
- uhla (Melanitta fusca)
- markaczka (Melanitta nigra)
- bielaczek (Mergellus albellus)
- nurogęś (Mergus merganser)
- szlachar (Mergus serrator)
- hełmiatka (Netta rufina)
- sterniczka (Oxyura leucocephala)
- birginiak (Polysticta stelleri)
- edredon (Somateria mollissima)
- turkan (Somateria spectabilis)
- kazarka rdzawa (Tadorna ferruginea)
- ohar (Tadorna tadorna)
- jerzyk (Apus apus)
- jerzyk alpejski (Tachymarptis melba)
- lelek (Caprimulgus europaeus)
- kulon (Burhinus oedicnemus)
- sieweczka morska (Charadrius alexandrinus)
- sieweczka rzeczna (Charadrius dubius)
- sieweczka obrożna (Charadrius hiaticula)
- sieweczka pustynna (Charadrius leschenaultii)
- sieweczka mongolska (Charadrius mongolus)
- mornel (Charadrius morinellus)
- siewka złota (Pluvialis apricaria)
- siewka szara (Pluvialis dominica)
- siewka złotawa (Pluvialis fulva)
- siewnica (Pluvialis squatarola)
- czajka towarzyska (Vanellus gregarius)
- czajka stepowa (Vanellus leucurus)
- czajka (Vanellus vanellus)
- żwirowiec stepowy (Glareola nordmanni)
- żwirowiec łąkowy (Glareola pratincola)
- pustynnik (Syrrhaptes paradoxus)
- ostrygojad (Haematopus ostralegus)
- mewa cienkodzioba (Chroicocephalus genei)
- śmieszka (Chroicocephalus ridibundus)
- mewa mała (Hydrocoloeus minutus)
- mewa karaibska (Larus atricilla)
- mewa siwa (Larus canus)
- mewa delawarska (Larus delawarensis)
- mewa żółtonoga (Larus fuscus)
- mewa polarna (Larus glaucoides)
- mewa blada (Larus hyperboreus)
- orlica (Larus ichthyaetus)
- mewa siodłata (Larus marinus)
- mewa czarnogłowa (Larus melanocephalus)
- mewa romańska (Larus michahellis)
- mewa preriowa (Larus pipixcan)
- mewa modrodzioba (Pagophila eburnea)
- mewa różowa (Rhodostethia rosea)
- mewa trójpalczasta (Rissa tridactyla)
- mewa obrożna (Xema sabini)
- szczudłak (Himantopus himantopus)
- szablodziób (Recurvirostra avosetta)
- brodziec piskliwy (Actitis hypoleucos)
- brodziec plamisty (Actitis macularius)
- kamusznik (Arenaria interpres)
- piaskowiec (Calidris alba)
- biegus zmienny (Calidris alpina)
- biegus długoskrzydły (Calidris bairdii)
- biegus rdzawy (Calidris canutus)
- biegus krzywodzioby (Calidris ferruginea)
- biegus białorzytny (Calidris fuscicollis)
- biegus morski (Calidris maritima)
- biegus arktyczny (Calidris melanotos)
- biegus malutki (Calidris minuta)
- biegus karłowaty (Calidris minutilla)
- biegus tundrowy (Calidris pusilla)
- biegus mały (Calidris temminckii)
- biegus wielki (Calidris tenuirostris)
- kszyk (Gallinago gallinago)
- dubelt (Gallinago media)
- biegus płaskodzioby (Limicola falcinellus)
- szlamiec długodzioby (Limnodromus scolopaceus)
- szlamnik (Limosa lapponica)
- rycyk (Limosa limosa)
- bekasik (Lymnocryptes minimus)
- kulik wielki (Numenius arquata)
- kulik mniejszy (Numenius phaeopus)
- kulik cienkodzioby (Numenius tenuirostris)
- płatkonóg płaskodzioby (Phalaropus fulicarius)
- płatkonóg szydłodzioby (Phalaropus lobatus)
- batalion (Philomachus pugnax)
- brodziec śniady (Tringa erythropus)
- brodziec żółtonogi (Tringa flavipes)
- łęczak (Tringa glareola)
- brodziec piegowaty (Tringa melanoleuca)
- kwokacz (Tringa nebularia)
- samotnik (Tringa ochropus)
- brodziec pławny (Tringa stagnatilis)
- krwawodziób (Tringa totanus)
- biegus płowy (Tryngites subruficollis)
- terekia (Xenus cinereus)
- wydrzyk długosterny (Stercorarius longicaudus)
- wydrzyk ostrosterny (Stercorarius parasiticus)
- wydrzyk tęposterny (Stercorarius pomarinus)
- wydrzyk wielki (Stercorarius skua)
- rybitwa białowąsa (Chlidonias hybrida)
- rybitwa białoskrzydła (Chlidonias leucopterus)
- rybitwa czarna (Chlidonias niger)
- rybitwa krótkodzioba (Gelochelidon nilotica)
- rybitwa wielkodzioba (Hydroprogne caspia)
- rybitwa różowa (Sterna dougallii)
- rybitwa rzeczna (Sterna hirundo)
- rybitwa popielata (Sterna paradisaea)
- rybitwa czubata (Sterna sandvicensis)
- rybitwa białoczelna (Sternula albifrons)
- alka (Alca torda)
- alczyk (Alle alle)
- nurnik (Cepphus grylle)
- maskonur (Fratercula arctica)
- nurzyk (Uria aalge)
- nurzyk polarny (Uria lomviav)
- czapla purpurowa (Ardea purpurea)
- czapla modronosa (Ardeola ralloides)
- bąk (Botaurus stellaris)
- czapla złotawa (Bubulcus ibis)
- czapla biała (Egretta alba)
- czapla nadobna (Egretta garzetta)
- bączek (Ixobrychus minutus)
- ślepowron (Nycticorax nycticorax)
- bocian biały (Ciconia ciconia)
- bocian czarny (Ciconia nigra)
- warzęcha (Platalea leucorodia)
- ibis kasztanowaty (Plegadis falcinellus)
- siniak (Columba oenas)
- sierpówka (Streptopelia decaocto)
- turkawka wschodnia (Streptopelia orientalis)
- turkawka (Streptopelia turtur)
- zimorodek (Alcedo atthis)
- rybaczek srokaty (Ceryle rudis)
- kraska (Coracias garrulus)
- żołna (Merops apiaster)
- dudek (Upupa epops)
- kukułka czubata (Clamator glandarius)
- kukułka (Cuculus canorus)
- krogulec krótkonogi (Accipiter brevipes)
- jastrząb (Accipiter gentilis)
- krogulec (Accipiter nisus)
- sęp kasztanowaty (Aegypius monachus)
- orzeł przedni (Aquila chrysaetos)
- orlik grubodzioby (Aquila clanga)
- orzeł cesarski (Aquila heliaca)
- orzeł stepowy (Aquila nipalensis)
- orzełek (Aquila pennata)
- orlik krzykliwy (Aquila pomarina)
- myszołów (Buteo buteo)
- myszołów włochaty (Buteo lagopus)
- kurhannik (Buteo rufinus)
- gadożer (Circaetus gallicus)
- błotniak stawowy (Circus aeruginosus)
- błotniak zbożowy (Circus cyaneus)
- błotniak stepowy (Circus macrourus)
- błotniak łąkowy (Circus pygargus)
- kaniuk (Elanus caeruleus)
- orłosęp (Gypaetus barbatus)
- sęp płowy (Gyps fulvus)
- bielik (Haliaeetus albicilla)
- bielik wschodni (Haliaeetus leucoryphus)
- kania czarna (Milvus migrans)
- kania ruda (Milvus milvus)
- ścierwnik (Neophron percnopterus)
- trzmielojad (Pernis apivorus)
- raróg (Falco cherrug)
- drzemlik (Falco columbarius)
- sokół skalny (Falco eleonorae)
- pustułeczka (Falco naumanni)
- sokół wędrowny (Falco peregrinus)
- białozór (Falco rusticolus)
- kobuz (Falco subbuteo)
- pustułka (Falco tinnunculus)
- kobczyk (Falco vespertinus)
- rybołów (Pandion haliaetus)
- przepiórka (Coturnix coturnix)
- pardwa mszarna (Lagopus lagopus)
- cietrzew (Tetrao tetrix)
- głuszec (Tetrao urogallus)
- nur białodzioby (Gavia adamsii)
- nur czarnoszyi (Gavia arctica)
- lodowiec (Gavia immer)
- nur rdzawoszyi (Gavia stellata)
- żuraw (Grus grus)
- żuraw stepowy (Grus virgo)
- hubara arabska (Chlamydotis macqueenii)
- derkacz (Crex crex)
- kokoszka (Gallinula chloropus)
- zielonka (Porzana parva)
- kropiatka (Porzana porzana)
- karliczka (Porzana pusilla)
- wodnik (Rallus aquaticus)
- drop (Otis tarda)
- strepet (Tetrax tetrax)
- raniuszek (Aegithalos caudatus)
- skowronek (Alauda arvensis)
- skowrończyk krótkopalcowy (Calandrella brachydactyla)
- górniczek (Eremophila alpestris)
- dzierlatka (Galerida cristata)
- lerka (Lullula arborea)
- kalandra szara (Melanocorypha calandra)
- kalandra białoskrzydła (Melanocorypha leucoptera)
- kalandra czarna (Melanocorypha yeltoniensis)
- jemiołuszka (Bombycilla garrulus)
- pełzacz ogrodowy (Certhia brachydactyla)
- pełzacz leśny (Certhia familiaris)
- pluszcz (Cinclus cinclus)
- czarnowron (Corvus corone)
- gawron – osobniki poza obszarem administracyjnym miast (Corvus frugilegus)
- kawka (Corvus monedula)
- sójka (Garrulus glandarius)
- orzechówka (Nucifraga caryocatactes)
- sójka syberyjska (Perisoreus infaustus)
- wieszczek (Pyrrhocorax graculus)
- poświerka (Calcarius lapponicus)
- trznadel złotawy (Emberiza aureola)
- potrzeszcz (Emberiza calandra)
- głuszek (Emberiza cia)
- cierlik (Emberiza cirlus)
- trznadel (Emberiza citrinella)
- ortolan (Emberiza hortulana)
- trznadel białogłowy (Emberiza leucocephalos)
- trznadel czarnogłowy (Emberiza melanocephala)
- trznadelek (Emberiza pusilla)
- trznadel czubaty (Emberiza rustica)
- potrzos (Emberiza schoeniclus)
- makolągwa (Carduelis cannabina)
- szczygieł (Carduelis carduelis)
- osetnik (Carduelis citrinella)
- czeczotka (Carduelis flammea)
- rzepołuch (Carduelis flavirostris)
- czeczotka tundrowa (Carduelis hornemanni)
- czyż (Carduelis spinus)
- dziwonia (Carpodacus erythrinus)
- dzwoniec (Chloris chloris)
- grubodziób (Coccothraustes coccothraustes)
- zięba (Fringilla coelebs)
- jer (Fringilla montifringilla)
- junko (Junco hyemalis)
- krzyżodziób świerkowy (Loxia curvirostra)
- krzyżodziób modrzewiowy (Loxia leucoptera)
- krzyżodziób sosnowy (Loxia pytyopsittacus)
- łuskowiec (Pinicola enucleator)
- śnieguła (Plectrophenax nivalis)
- gil (Pyrrhula pyrrhula)
- kulczyk (Serinus serinus)
- jaskółka rudawa (Cecropis daurica)
- oknówka (Delichon urbicum)
- dymówka (Hirundo rustica)
- brzegówka (Riparia riparia)
- gąsiorek (Lanius collurio)
- srokosz (Lanius excubitor)
- dzierzba pustynna (Lanius isabellinus)
- dzierzba czarnoczelna (Lanius minor)
- dzierzba rudogłowa (Lanius senator)
- świergotek polny (Anthus campestris)
- świergotek rdzawogardły (Anthus cervinus)
- świergotek tundrowy (Anthus gustavi)
- świergotek tajgowy (Anthus hodgsoni)
- świergotek nadmorski (Anthus petrosus)
- świergotek łąkowy (Anthus pratensis)
- świergotek szponiasty (Anthus richardi)
- siwerniak (Anthus spinoletta)
- świergotek drzewny (Anthus trivialis)
- pliszka siwa (Motacilla alba)
- pliszka górska (Motacilla cinerea)
- pliszka cytrynowa (Motacilla citreola)
- pliszka żółta (Motacilla flava)
- muchołówka białoszyja (Ficedula albicollis)
- muchołówka żałobna (Ficedula hypoleuca)
- muchołówka mała (Ficedula parva)
- muchołówka szara (Muscicapa striata)
- wilga (Oriolus oriolus)
- wąsatka (Panurus biarmicus)
- modraszka (Cyanistes caeruleus)
- sikora lazurowa (Cyanistes cyanus)
- czubatka (Lophophanes cristatus)
- bogatka (Parus major)
- sosnówka (Periparus ater)
- czarnogłówka (Poecile montanus)
- sikora uboga (Poecile palustris)
- Śnieżka zwyczajna (Montifringilla nivalis)
- wróbel (Passer domesticus)
- mazurek (Passer montanus)
- wróbel skalny (Petronia petronia)
- płochacz halny (Prunella collaris)
- pokrzywnica (Prunella modularis)
- płochacz syberyjski (Prunella montanella)
- remiz (Remiz pendulinus)
- kowalik (Sitta europaea)
- pasterz (Pastor roseus)
- szpak (Sturnus vulgaris)
- trzcinniczek kaspijski (Acrocephalus agricola)
- trzciniak (Acrocephalus arundinaceus)
- zaroślówka (Acrocephalus dumetorum)
- tamaryszka (Acrocephalus melanopogon)
- wodniczka (Acrocephalus paludicola)
- łozówka (Acrocephalus palustris)
- rokitniczka (Acrocephalus schoenobaenus)
- trzcinniczek (Acrocephalus scirpaceus)
- zaganiacz (Hippolais icterina)
- zaganiacz szczebiotliwy (Hippolais polyglotta)
- świerszczak melodyjny (Locustella certhiola)
- strumieniówka (Locustella fluviatilis)
- brzęczka (Locustella luscinioides)
- świerszczak (Locustella naevia)
- świstunka górska (Phylloscopus bonelli)
- świstunka północna (Phylloscopus borealis)
- pierwiosnek (Phylloscopus collybita)
- świstunka brunatna (Phylloscopus fuscatus)
- świstunka ałtajska (Phylloscopus humei)
- świstunka iberyjska (Phylloscopus ibericus)
- świstunka żółtawa (Phylloscopus inornatus)
- świstunka złotawa (Phylloscopus proregulus)
- świstunka grubodzioba (Phylloscopus schwarzi)
- świstunka leśna (Phylloscopus sibilatrix)
- wójcik (Phylloscopus trochiloides)
- piecuszek (Phylloscopus trochilus)
- zniczek (Regulus ignicapilla)
- mysikrólik (Regulus regulus)
- kapturka (Sylvia atricapilla)
- gajówka (Sylvia borin)
- pokrzewka wąsata (Sylvia cantillans)
- cierniówka (Sylvia communis)
- piegża (Sylvia curruca)
- pokrzewka aksamitna (Sylvia melanocephala)
- jarzębatka (Sylvia nisoria)
- pomurnik (Tichodroma muraria)
- strzyżyk (Troglodytes troglodytes)
- rudzik (Erithacus rubecula)
- drozd ciemny (Geokichla sibirica)
- słowik syberyjski (Larvivora sibilans)
- słowik szary (Luscinia luscinia)
- słowik rdzawy (Luscinia megarhynchos)
- podróżniczek (Luscinia svecica)
- nagórnik (Monticola saxatilis)
- białorzytka pustynna (Oenanthe deserti)
- białorzytka rdzawa (Oenanthe hispanica)
- białorzytka płowa (Oenanthe isabellina)
- białorzytka (Oenanthe oenanthe)
- białorzytka pstra (Oenanthe pleschanka)
- kopciuszek (Phoenicurus ochruros)
- pleszka (Phoenicurus phoenicurus)
- kląskawka syberyjska (Saxicola maurus)
- pokląskwa (Saxicola rubetra)
- kląskawka (Saxicola rubicola)
- modraczek (Tarsiger cyanurus)
- drozd czarnogardły (Turdus atrogularis)
- drozd rdzawoskrzydły (Turdus eunomus)
- droździk (Turdus iliacus)
- kos (Turdus merula)
- drozd rdzawy (Turdus naumanni)
- drozd oliwkowy (Turdus obscurus)
- śpiewak (Turdus philomelos)
- kwiczoł (Turdus pilaris)
- drozd rdzawogardły (Turdus ruficollis)
- drozd obrożny (Turdus torquatus)
- paszkot (Turdus viscivorus)
- drozdoń pstry (Zoothera dauma)
- wireonek czerwonooki (Vireo olivaceus)
- pelikan kędzierzawy (Pelecanus crispus)
- pelikan różowy (Pelecanus onocrotalus)
- kormoran czubaty (Phalacrocorax aristotelis)
- kormoran mały (Phalacrocorax pygmeus)
- głuptak (Morus bassanus)
- flaming różowy (Phoenicopterus roseus)
- dzięcioł białogrzbiety (Dendrocopos leucotos)
- dzięcioł duży (Dendrocopos major)
- dzięcioł średni (Dendrocopos medius)
- dzięciołek (Dendrocopos minor)
- dzięcioł białoszyi (Dendrocopos syriacus)
- dzięcioł czarny (Dryocopus martius)
- krętogłów (Jynx torquilla)
- dzięcioł trójpalczasty (Picoides tridactylus)
- dzięcioł zielonosiwy (Picus canus)
- dzięcioł zielony (Picus viridis)
- perkoz rogaty (Podiceps auritus)
- perkoz dwuczuby (Podiceps cristatus)
- perkoz rdzawoszyi (Podiceps grisegena)
- zausznik (Podiceps nigricollis)
- perkoz grubodzioby (Podilymbus podiceps)
- perkozek (Tachybaptus ruficollis)
- nawałnik burzowy (Hydrobates pelagicus)
- oceannik żółtopłetwy (Oceanites oceanicus)
- nawałnik duży (Oceanodroma leucorhoa)
- burzyk żółtodzioby (Calonectris diomedea)
- fulmar (Fulmarus glacialis)
- burzyk szary (Puffinus griseus)
- burzyk balearski (Puffinus mauretanicus)
- burzyk północny (Puffinus puffinus)
- włochatka (Aegolius funereus)
- uszatka błotna (Asio flammeus)
- uszatka (Asio otus)
- pójdźka (Athene noctua)
- puchacz (Bubo bubo)
- sowa śnieżna (Bubo scandiacus)
- sóweczka (Glaucidium passerinum)
- syczek (Otus scops)
- puszczyk (Strix aluco)
- puszczyk mszarny (Strix nebulosa)
- puszczyk uralski (Strix uralensis)
- sowa jarzębata (Surnia ulula)
- płomykówka (Tyto alba)

## Gady (Reptilia)
- gniewosz plamisty (Coronella austriaca)
- zaskroniec rybołów (Natrix tesselata)
- wąż Eskulapa (Elaphe longissima)
- jaszczurka zielona (Lacerta viridis)
- żółw błotny (Emys orbicularis)

## Płazy (Amphibia)
- kumak nizinny (Bombina bombina)
- kumak górski (Bombina variegata)
- ropucha paskówka (Bufo calamita)
- ropucha zielona (Bufo viridis)
- rzekotka drzewna (Hyla arborea)
- grzebiuszka ziemna (Pelobates fuscus)
- żaba moczarowa (Rana arvalis)
- żaba zwinka (Rana dalmatina)
- traszka karpacka (Triturus montadoni)
- traszka grzebieniasta (Triturus cristatus)

## Ryby promieniopłetwe (Actinopterygii)
- jesiotr zachodni (Acipenser sturio)
- koza złotawa (Sabanejewia aurata)
- strzebla błotna (Eupallasella percnurus)

## Ryby cefalaspidokształtne (Cephalaspidomorphi)
- minóg morski (Petromyzon marinus)

## Małże (Bivalvia)[1]
- gałeczka żeberkowana (Sphaerium solidum)
- skójka perłorodna (Margaritifera margaritifera)
- skójka gruboskorupowa (Unio crassus)

## Ślimaki (Gastropoda)
- niepozorka ojcowska (Falniowskia neglectissima)
- poczwarówka pagórkowa (Granaria frumentum)
- świdrzyk łamliwy (Balea perversa)
- świdrzyk ozdobny (Charpentieria ornata)
- świdrzyk śląski (Cochlodina costata)
- świdrzyk kasztanowaty (Macrogastra badia)
- świdrzyk siedmiogrodzki (Vestia elata)
- ślimak tatrzański (Chilostoma cingulellum)
- ślimak Rossmasslera (Chilostoma rossmaessleri)
- ślimak obrzeżony (Helicodonta obvoluta)
- Caseolus calculus
- ślimak żeberkowany (Helicopsis striata)
- poczwarówka pagoda (Pagodulina pagodula)
- szklarka podziemna (Oxychilus inopinatus)
- zatoczek łamliwy (Anisus vorticulus)
- poczwarówka kolumienka (Columella columella)
- poczwarówka górska (Pupilla alpicola)
- poczwarówka zębata (Truncatellina claustralis)
- poczwarówka zwężona (Vertigo angustior)
- poczwarówka północna (Vertigo arctica)
- poczwarówka jajowata (Vertigo moulinsiana)

## Pajęczaki
- gryziel zachodni (Atypus affinis)
- gryziel stepowy (Atypus muralis)
- gryziel tapetnik (Atypus piceus)
- Mughiphantes pulcher (=Lepthyphantes pulcher)
- Agroeca dentigera
- strojniś nadobny (Philaeus chrysops)
- Siro carpathicus
- Neobisium polonicum

## Skorupiaki
- skrzelopływka bagienna (Branchinecta paludosa)
- Chirocephalus diaphanus
- Pristicephalus shadini (Chirocephalus shadini)
- Streptocephalus torvicornis

## Owady (Insecta)
- ponurek Schneidera (Boros schneideri)
- bogatek wspaniały (Buprestis splendens)
- tęcznik ziarenkowaty (liszkarz ziarenkowaty) (Calosoma investigator)
- tęcznik marszczony (liszkarz marszczony) (Calosoma reticulatum)
- biegacz Bessera (Carabus besseri)
- biegacz Fabrycjusza (Carabus fabricii)
- biegacz urozmaicony (Carabus variolosus)
- biegacz Zawadzkiego (Carabus zawadzkii)
- kozioróg dębosz (Cerambyx cerdo)
- średzinka (Mesosa myops)
- sichrawa karpacka (Pseudogaurotina excellens)
- nadobnica alpejska (Rosalia alpina)
- zgniotek cynobrowy (Cucujus cinnaberinnus)
- zgniotek szkarłatny (Cucujus haematodes)
- pływak szerokobrzeżek (Dytiscus latissimus)
- kreślinek nizinny (Graphoderus bilineatus)
- Bolbelasmus unicornis
- krawiec głowacz (Lethrus apterus)
- konarek tajgowy (Phryganophilus ruficollis)
- rozmiazg kolweński (Pytho kolwensis)
- zagłębek bruzdkowany (Rhysodes sulcatus)
- pachnica dębowa (Osmoderma eremita)
- – pozostałe gatunki z rodzaju pachnica (Osmoderma spp.)
- pogrzybnica Mannerheima (Oxyporus mannerheimii)
- piewik podolski (Cicadetta podolica)
- zadrzechnia czarnoroga (Xylocopa valga)
- krasopani hera (Callimorpha quadripunctaria)
- barczatka kataks (Eriogaster catax)
- czerwończyk nieparek (Lycaena dispar)
- czerwończyk fioletek (Lycaena helle)
- modraszek arion (Maculinea arion)
- modraszek nausitous (Maculinea nausithous)
- modraszek telejus (Maculinea teleius)
- modraszek eroides (Polyommatus eroides)
- modraszek gniady (Polyommatus ripartii)
- ksylomka strix (Xylomoia strix)
- strzępotek hero (Coenonympha hero)
- strzępotek edypus (Coenonympha oedippus)
- górówka sudecka (Erebia sudetica)
- przeplatka aurinia (Euphydryas aurinia)
- przeplatka maturna (Euphydryas maturna)
- osadnik wielkooki (Lopinga achine)
- niepylak apollo (Parnassius apollo)
- niepylak mnemozyna (Parnassius mnemosyne)
- postojak wiesiołkowiec (Proserpinus proserpina)
- modliszka zwyczajna (Mantis religiosa)
- żagnica północna (Aeshna caerulea)
- żagnica zielona (Aeshna viridis)
- trzepla zielona (Ophiogomphus cecilia)
- zalotka białoczelna (Leucorrhinia albifrons)
- zalotka spłaszczona (Leucorrhinia caudalis)
- zalotka większa (Leucorrhinia pectoralis)
- łątka ozdobna (Coenagrion ornatum)
- iglica mała (Nehalennia speciosa)
- Isophya stysi
- stepówka (Gampsocleis glabra)